# サイキックTV
サイキックTV（Psychic TV）は、イギリスのインダストリアル・ミュージックのバンド。
日本ではしばしば「サイキック・テレビ」と呼ばれるが、正しい読み方は「サイキック・テレヴィジョン」または「サイキック・ティーヴィー」である。
スロッビング・グリッスルのメンバーだったジェネシス・P・オリッジ、ピーター・クリストファーソン、オルタナティブTV（Alternative TV）のアレックス・ファーガソンらによって1981年に結成された。ピーターはセカンド・アルバムのリリース後に脱退し、それ以降はジェネシス個人の思想と音楽を展開するグループとなる。初期メンバーには後にCOILをピーターとともに結成するジョン・バランス、カレント93のデヴィッド・チベット、Mekonのジョン・ゴスリンがいた。
オリッジは、宗教団体の設立や「パンドロジェニー・プロジェクト」と銘打った自らの性転換（顔の整形や乳房形成など外見上のものである）などを行い、その都度、彼の奇行ぶりが物議を醸したが、情報技術とオカルトが融合した独特のサウンドとステージは一部で熱狂的な支持を受けた。アメリカで流行っていたハウス・ミュージックからの影響を受け、その後、世界的に知られるようになったアシッド・ハウスのアーティストのうちでも、もっとも過激な存在として活動を続けた。
サイキックTVは1996年に活動を停止したが、2003年に新メンバーのもと活動再開。2020年にオリッジが亡くなるまで活動を続けた。

## メンバー

### 最終ラインナップ
- ジェネシス・P・オリッジ (Genesis P-Orridge) – リードボーカルと歌詞、プロデュース (1982年–2020年) ※2020年死去
- エドワード・"エドリー"・オダウド (Edward "Edley" ODowd) – ドラム、プロダクション (2003年–2020年)
- ジェフ・バーナー (Jeff Berner) – ギター (2010年–2020年)
- アリス・ジェニース (Alice Genesse) – ベース (2003年–2020年)
- ジョン・ウェインガルテン (John Weingarten) – キーボード (2014年–2020年)

### 主な旧メンバー
- アレックス・ファーガソン (Alex Fergusson) – ギター、プロダクション (1982年–1986年)
- ピーター・クリストファーソン (Peter Christopherson) – キーボード、プロダクション (1982年–1983年) ※2010年死去
- ポーラ・P・オリッジ (Paula P-Orridge) – ボーカル、パーカッション、テープ (1982年–1994年)
- マシュー・ベスト (Matthew Best) – ドラム (1985年–1999年)
- フレッド・ジャンネリ (Fred Giannelli) – ギター、キーボード、プロダクション (1988年–1993年)
- ラリー・スラッシャー (Larry Thrasher) – 各種楽器、プロダクション (1993年–1999年)
- ジェシカ・スチュワート (Jessica Stewart) – キーボード、フルート (2010年–2014年) ※2021年死去

## ディスコグラフィ

### スタジオ・アルバム
- 『フォース・ザ・ハンド・オブ・チャンス』 - Force the Hand of Chance (1982年) ※旧邦題『テンプルの豫言 (よげん)』
- Themes (1982年)
- 『ドリームズ・レス・スウィート』 - Dreams Less Sweet (1983年)
- Pagan Day (1984年)
- Those Who Do Not (1984年)
- Descending (1984年)
- Mouth of the Night (1985年)
- Themes 2 (1985年)
- Themes 3 (1986年)
- The Magickal Mystery D Tour EP (1986年)
- Allegory and Self (1988年)
- Jack the Tab/Tekno Acid Beat|Jack the Tab – Acid Tablets Volume One (1988年)
- Jack the Tab/Tekno Acid Beat|Tekno Acid Beat (1988年)
- Kondole (1989年)
- At Stockholm (1990年)
- Jack the Tab/Tekno Acid Beat (1990年)
- Towards Thee Infinite Beat (1990年)
- Beyond Thee Infinite Beat (1990年)
- Direction ov Travel (1991年)
- Ultrahouse The L.A. Connection (1991年)
- Cold Dark Matter (1992年)
- Peak Hour (1993年)
- A Hollow Cost (1994年)
- AL – OR – AL (1994年)
- Electric Newspaper Issue One (1994年)
- Cathedral Engine (1994年)
- Sugarmorphoses (1994年)
- Ultradrug (1994年)
- Sirens (Ultradrug – Thee Sequel) (1995年)
- Electric Newspaper Issue Two (1995年)
- Breathe (1995年)
- Electric Newspaper Issue Three (1995年)
- Trip Reset (1996年)
- Cold Blue Torch (1996年)
- Column One & Psychic TV – E-Lusive (1997年)
- Hell Is Invisible... Heaven Is Her/e (2007年)
- Mr. Alien Brain vs. the Skinwalkers (2008年)
- Snakes (2014年)
- Alienist (2016年)

### コンピレーション・アルバム
- Splinter Test 1 (1993年)
- Splinter Test 2 (1993年)
- Hex Sex: The Singles Part 1 (1994年)
- Beauty From Thee Beast – Thee Best ov Psychic TV and Genesis P-Orridge (1995年)
- Godstar: The Singles – Pt. 2 (1995年)
- Origin of the Species: A Supply of Two Tablets of Acid (1998年)
- Best Ov: Time's Up (1999年)
- "Origin of the Species" Volume Too!: A Second Supply of Two Tablets of Acid (1999年)
- "Origin of the Species" Volume III: The Final Supply of Two Tablets of Acid (2002年)
- 『14アシッド・テンプル・グレイツ』 - 14 Acid Temple Greats (2002年)
- Godstar: Thee Director's Cut (2004年)
- Fishscales Falling: A Smogasbord ov Delights – Mixtape Volume 1 (2016年) ※iTunes exclusive